# سرتششمة (مقاطعة تشالوس)
سرتششمة (بالفارسية: سرچشمه) هي قرية تقع في قسم كلارستاق الشرقي الريفي (مقاطعة تشالوس) في إيران. يقدر عدد سكانها بـ 59 نسمة .